# Hauptdruckfläche
Hauptdruckfläche, auch Standarddruckfläche, nennt man einige Flächen gleichen Luftdrucks in der Atmosphäre (isobare atmosphärische Geopotentialhöhen).

## Druckflächen im Geopotential
Das Geopotential ist das Potential des Schwerefelds der Erde, also die potentielle Energie eines gewissen Luftpaketes in einer definierten Höhe in der Atmosphäre. Es ist geprägt durch Schwereanomalien und entspricht der Höhe über dem Meeresspiegel des Geoids (geopotenzielle Höhe). Die Höhenangabe erfolgt in geopotentiellen Metern gpm (oder geopotentiellen Dekametern gpdm respektive geopotential units gpu), ihre physikalische Dimension ist m²/s² bzw. J/kg.
Flächen gleichen Potentials (Äquipotentialflächen) entsprächen in der Standardatmosphäre dem atmosphärischen Druck in dieser Höhe nach der barometrischen Höhenformel. Realiter variieren die Flächen gleichen Drucks (Isobarenflächen) aber durch die Temperatur- und Druckverteilung mehr oder weniger stark um die Standardwerte:
- in Hochdruckgebieten sinkt die Druckfläche ab
- in Tiefdruckgebieten steigt sie auf.

Dem entspricht, dass ein druckbasiertes Höhenmessgerät nach dem lokalen Luftdruck eingestellt werden muss, um die korrekte Höhe anzuzeigen. Die Druckflächen stellen eine (absolute) Topographie der Strukturen in der freien Atmosphäre dar; die Topographie wird in Hektopascal (hPa) angegeben. Die relative Topografie (RETOP) ist dann die Abbildung der tatsächlichen lokalen Verhältnisse je nach Großwetterlage und lokalem Wetter.
Für die Zwecke der Luftfahrt und Freizeitfliegerei (Flugwetterkarten) verwendet man auch eine abgewandelte Darstellung, nämlich Isohypsen (Höhen-Niveaulinien), also Linien gleicher Abweichung zur Standard-Äquipotentialfläche oder zwischen zwei solchen in Metern. Diese geben eine direktere Aussage über die Anzeige des Höhenmessgeräts in Bezug auf seine Vorkalibrierung am Startplatz. Typischerweise wird die Isohypsenkarte auf Meereshöhe oder gut 5000 m bezogen und zeigt Abweichungen im Bereich einiger Dutzend Metern plus/minus im ersten Fall, einigen Hundert Metern im zweiten.

## Hauptdruckflächen
Nach Empfehlung der Internationalen Zivilluftfahrtorganisation (ICAO) werden für einige spezielle Drücke Hauptdruckflächen ausgewiesen. Sie finden auch in der Meteorologie und Atmosphärenforschung Verwendung, weil sie standardisierte Aussagen über Wetterelemente und atmosphärische Prozesse treffen.
Konkrete Anwendung einzelner Druckflächen:
| Standarddruckfläche in hPa | Mittlere Höhe in gpm | Höhenbereich in m | Schicht                              | Mittlere Temperatur in °C | Anwendung in der Synoptik                         |
| -------------------------- | -------------------- | ----------------- | ------------------------------------ | ------------------------- | ------------------------------------------------- |
| 1000                       | 111                  |                   | Untere Troposphäre                   | 14,3                      | Bodendruck; ∗ Fronten (Temperatur ohne Tagesgang) |
| 925                        | 764                  |                   | Untere Troposphäre                   | 10,1                      | Temperatur, tiefe Bewölkung, Wind                 |
| 850                        | 1457                 | um 1500           | Untere Troposphäre                   | 05,5                      | Temperatur, Wind, tiefe Bewölkung                 |
| 700                        | 3012                 | 2800–3300         | Freie Atmosphäre (Obere Troposphäre) | −4,6                      | Feuchte, Niederschlag, Hebung                     |
| 500                        | 5574                 | 5300–5800         | Freie Atmosphäre (Obere Troposphäre) | −21,2                     | Dynamik, Hebung, Wellen                           |
| 300                        | 9164                 |                   | Freie Atmosphäre (Obere Troposphäre) | −44,6                     | Planetarische Wellen, Jetstream                   |
| 200                        | 11784                |                   | Freie Atmosphäre (Obere Troposphäre) | −56,5                     | Planetarische Wellen                              |

∗ Der Standardluftdruck auf Meereshöhe beträgt 1013,25 hPa.

## Verwendung
Die wichtigsten Kenngrößen der (Haupt)Druckflächen sind
- die Anomalie, also die Höhendifferenz von Standarddruck- und Geopotentialflächen
- die relative Topografie (Retop), also die Differenz zweier Standarddruckflächen[1]
- die Isohypsen, also die Höhenlinien der atmosphärischen Topographie, wie sie in Wetterkarten verzeichnet sind.[3]

|  | Höhenwetterkarte mit Isobaren der 500/1000-hPa-Retop und Markierungen des thermischen Winds der Druckfläche. (Muster, DWD)                                                                                               |  | Trog-und-Brücken-Diagramm: Hovmöller-Diagramm der 500-hPa-Höhenanomalie (5-Tage-gleitendes Mittel über 45°N–60°N, mittlere Breiten), farbcodiert, aufgetragen über Zeit (3 Monate) und geographische Länge (180°O bis 180°W); das Diagramm zeigt Westwinddrift (einheitlicher nach-rechts-Trend mit der Zeit) und Blockaden (lokales Abbrechen desselben), sowie Intensität der Wetterereignisse. (CPC-NCEP-NOAA) |
|  | Aktionszentren: Animation der 200-hPa-Höhenanomalie (Weltkarte, 5-Tage-gleitendes Mittel); 6. Dez. 2013–5. Jan. 2014; das Beispiel zeigt eine Kältewelle in Nordamerika und ein explosives Sibirienhoch. (CPC-NCEP-NOAA) |  | 300-hPa-Höhenwinde (Mittel 28. Juni–4. Juli 2015, farbcodiert Windgeschwindigkeit bis 100 kt); das Beispiel zeigt eine Omega-Lage. (NWS-NOAA) |

## Nachweise
1. 1 2 3  Relative und Absolute Topographie - Bedeutung und Verwendung in der Prognose, Felix Welzenbach auf Wetterzentrale.de, 6. März 2007.
2. ↑  Relative und Absolute Topographie – Bedeutung und Verwendung in der Prognose, Felix Welzenbach auf Wetterzentrale.de, 6. März 2007.
3. 1 2  Isohypse. In: wetteronline.de → Wetterlexikon – mit einem Kartenbeispiel.
4. ↑   Das Geopotential: Hauptdruckflächen. (Memento des Originals vom 14. Juli 2015 im Internet Archive)  Info: Der Archivlink wurde automatisch eingesetzt und noch nicht geprüft. Bitte prüfe Original- und Archivlink gemäß Anleitung und entferne dann diesen Hinweis. In: Denny Karran: Welt der Synoptik (synoptische-meteorologie.de).
5. ↑  Meteorológiai kis-szótár. OMSZ Ismeret-Tár > Meteorológiai alapismeretek (Ungarischer Wetterdienst: ‚Grundlagen der Meteorologie > Wetter Wörterbuch‘).
6. ↑  850 hPa Temperaturkarte. In: Denny Karran: Welt der Synoptik (synoptische-meteorologie.de), abgerufen am 27. Juli 2017.
7. ↑  700 hPa relative Feuchte. In: Denny Karran: Welt der Synoptik (synoptische-meteorologie.de), abgerufen am 27. Juli 2017.
8. ↑  500 hPa Geopotentialkarte. In: Denny Karran: Welt der Synoptik (synoptische-meteorologie.de), abgerufen am 27. Juli 2017.